# Edifici de les Escoles i l'Ajuntament
L'Edifici de les Escoles i l'Ajuntament és un conjunt noucentista de Serinyà (Pla de l'Estany) inclosa a l'Inventari del Patrimoni Arquitectònic de Catalunya.

## Descripció
Edifici aïllat de planta quadrangular i coberta de teula àrab a dues vessants. Es desenvolupa en planta baixa i pis. Interiorment s'estructura en tres crugies paral·leles perpendiculars a la façana principal. L'escala d'accés al pis se situa en el centre de la planta i presenta il·luminació zenital. Les parets exteriors són arrebossades amb elements ornamentals de totxo i pedra a les obertures i el ràfec de la façana principal. L'arrebossat de la façana principal imita els carreus. L'acabat superior d'aquesta i els elements ornamentals són de caràcter modernista.

## Història
L'edifici va ser construït l'any 1919 i se sap, gràcies una memòria de l'època, que el cost de la construcció va pujar a 32.000 pessetes. Va ser concebut per a complir simultàniament les funcions d'ajuntament i d'escola pública. A la planta baixa s'ubicaren les aules de l'escola, separades per gènere, mentre que la primera planta allotjava les oficines de l'ajuntament i el jutjat de pau, i la part posterior fou adaptada com a presó. Actualment la planta baixa està destinada als locals del parvulari i l'escola, i la primera planta s'ha remodelat per a donar cabuda a les dependències de l'ajuntament.